# Liste der Bodendenkmale in Schöppenstedt
In der Liste der Bodendenkmale in Schöppenstedt sind die Bodendenkmale der niedersächsischen Gemeinde Schöppenstedt aufgeführt. Die Quelle ist der Denkmalatlas Niedersachsen.
- Diese Liste erhebt keinen Anspruch auf Vollständigkeit.
- Die Angaben ersetzen nicht die rechtsverbindliche Auskunft der zuständigen Denkmalschutzbehörde.
- Es sind nur Daten aus dem Denkmalatlas verarbeitet.
- Der Stand der Liste ist der 8. Juni 2025.

Schöppenstedt im Landkreis Wolfenbüttel

## Allgemein
In den Spalten finden sich folgende Informationen des Bodendenkmales:
| Lage         | geographische Koordinaten                                                           |
| Bezeichnung  | Bezeichnung lt. Denkmalatlas                                                        |
| Beschreibung | Beschreibung lt. Denkmalatlas                                                       |
| ID           | Objekt-ID                                                                           |
| Bild         | Bild, ggf. zusätzlich mit Link zu weiteren Fotos im Medienarchiv Wikimedia Commons. |

## Schöppenstedt

### Schöppenstedt 1
- ID: 28953914
- Wohl (spät-)bronzezeitliches Hügelgräberfeld. Acht runde Erdhügel, Dm. 10 – 15 m und überwiegend deutlichen Wölbung. Bilden eine langgezogene Gruppe.

| Lage                        | Bezeichnung     | Beschreibung | ID       | Bild |
| --------------------------- | --------------- | --- | -------- | ---- |
| 52° 8′ 57″ N, 10° 48′ 35″ O | Schöppenstedt 1 | Durchmesser ca. 13 m und Höhe ca. 0,7 m. Wohl (spät)bronzezeitlich, rund. Hügelkranz mit gleichmäßiger, hoher Wölbung; in Mitte kreisförmiges tiefes Grabungsloch mit seitlicher Erdanhäufung.                                                                                     | 28953906 | BW   |
| 52° 8′ 57″ N, 10° 48′ 36″ O | Schöppenstedt 2 | Durchmesser ca. 9 m und Höhe ca. 0,4 m. Wohl (spät)bronzezeitlich, vermutlich rund. Südwestl. Hügelfuß durch Waldweg leicht angeschnitten. | 28953908 | BW   |
| 52° 8′ 56″ N, 10° 48′ 36″ O | Schöppenstedt 3 | Durchmesser ca. 12 m und Höhe ca. 0,5 m. Vermutlich spätbronzezeitlich, annähernd rund mit überwiedend flacher, gleichmäßiger Wölbung. Auf der Kuppe kreisförmiges tiefes Grabungsloch mit seitlicher Erdablagerung. Östl. Oberfläche durch Erdverlagerungen gestört.              | 28953909 | BW   |
| 52° 8′ 56″ N, 10° 48′ 36″ O | Schöppenstedt 4 | Durchmesser ca. 14 m und Höhe ca. 0,6 m. Fast rund. Im N gleichmäßige flache Wölbung mit deutlich abgesetztem Rand. An den übrigen Rändern und in Hügelmitte Oberfläche durch Erdverlagerungen gestört.                                                                            | 28953910 | BW   |
| 52° 8′ 55″ N, 10° 48′ 35″ O | Schöppenstedt 5 | Durchmesser ca. 15 m und Höhe ca. 0,6 m. Gleichmäßig, hochgewölbt rund. Hügelfuß deutlich abgesetzt. In Hügelmitte, westl. der Kuppe kreisförmiges tiefes Grabungsloch mit seitlicher Erdablagerung.                                                                               | 28953911 | BW   |
| 52° 8′ 58″ N, 10° 48′ 36″ O | Schöppenstedt 6 | Durchmesser ca. 10 m und Höhe ca. 0,4 m. Rund, flach, gewölbt mit auslaufenden Randbereichen. Im N deutlich gewölbt. Kuppe stark abgeflacht. Am NO Hügelfuß muldenartige Vertiefung, sonst ohne erkennbare Störung.                                                                | 28953912 | BW   |
| 52° 8′ 56″ N, 10° 48′ 34″ O | Schöppenstedt 7 | Durchmesser ca. 12 m und Höhe ca. 0,4 m. Wohl rund mit deutlicher Wölbung. Kuppe abgeflacht. NW-Rand flach auslaufend. Am Fuß flache Bodenvertiefung. Alle übrigen Bereiche mit starkem Oberflächenbewuchs bedeckt; genaue Form und evtl. vorhandene Störungen nicht feststellbar. | 28953913 | BW   |
| 52° 8′ 57″ N, 10° 48′ 33″ O | Schöppenstedt 8 | Durchmesser ca. 15 m und Höhe ca. 0,5 m. Bodenerhöhung mit flachgewölbter, gleichmäßiger Oberfläche. Randbereiche im S verwaschen, sonst flach auslaufend. Kuppe stark abgeflacht. Tiergänge im Bereich der Kuppe und am südöstl. Rand. Sonst keine Störung erkennbar.             | 28953915 | BW   |